# جون ألتون دونكان
جون ألتون دونكان (بالإنجليزية: John Alton Duncan)‏ هو قاضي نيوزلندي، ولد في 1932، وتوفي في 2007.